# Barbados' fodboldforbund
Barbados Football Association er det styrende organ for fodbold i Barbados. Det organiserer Barbados fodboldlandshold.